# Diamphidicus chilensis
Diamphidicus chilensis är en tvåvingeart som beskrevs av Dalton de Souza Amorim 1989. Diamphidicus chilensis ingår i släktet Diamphidicus och familjen dyngmyggor. Inga underarter finns listade i Catalogue of Life.